# のらねこ三度笠
『のらねこ三度笠』（のらねこさんどがさ）は、日本の楽曲。作詞：たかはし雅美、作曲：中村勝彦。
なおさくらまや歌唱の『ノラ猫三度笠』とは関係無い。

## 概要
1980年6月 - 7月、NHKの『みんなのうた』で紹介。「ノラジロウ」という名の野良猫が旅をするも、様々な場所では追い出され、無法者の「黒猫一家」に殴られと、ご難続きのノラジロウの様を描いた楽曲。放送では3番が省かれ、更に2番登場の猫の名前はオリジナル版では「トラゴロウ」と別だったが、放送では1番と同じ「ノラジロウ」となった。
歌は俳優：西田敏行。西田の『みんなのうた』出演は初だが、この後同番組には1984年2月 - 3月放送の「こんな日がほしかった」しか出演していない。映像は1980年代から1990年代にかけての常連・倉橋達治が初担当。
2012年3月25日深夜（3月26日未明）放送の『みんなのうた発掘スペシャル』で、映像付きで放送された。

## カバー
2012年現在西田版は発売されていないが、放送当時は、日本コロムビアから声優：大塚周夫によるカバー版、キングレコードからはキング専属アニメ歌手：たいらいさおによるカバー版EPが、それぞれ発売された。

## エピソード
1990年8月20日、当時西田が堺正章・南こうせつ・木の実ナナ・山田邦子・武田鉄矢と共に週替わりで司会を担当していた公開バラエティ番組『愉快にオンステージ』（NHK総合）のスペシャル『特集・愉快にオンステージ』で、冒頭、全司会者による『みんなのうたメドレー』内で、西田が本曲を歌った。因みに他の人の歌は次の通り。
- 堺：『北風小僧の寒太郎』（1974年バージョン）
- 南：『夕焼け貝がら』（1988年）
- 木の実：『もの想いブルース』（1982年）
- 山田：『サボテンがにくい』（1988年）
- 武田：『線路は続くよどこまでも』（1975年バージョン。海援隊時代に歌唱）